# Nilssonia formosa
Nilssonia formosa là một loài rùa thuộc họ Trionychidae. Loài được xem là một trong năm loài trong chi Nilssonia.

## Phân bố
Người ta tìm thấy loài tại Miến Điện và có thể là Thái Lan.